# Batalha de Jamena (2006)
Batalha de Jamena foi uma batalha entre as forças da Frente Unida para a Mudança Democrática (FUCD) e as forças armadas do Chade que ocorreu em 13 de abril de 2006, quando as forças rebeldes lançaram um ataque à capital do Chade nas primeiras horas da madrugada, tentando derrubar o governo do presidente Idriss Déby de suas bases a cerca de mil milhas a leste.
A batalha ocorreu apenas alguns meses depois das graves tensões entre o Chade e o Sudão terem terminado com a assinatura do Acordo de Trípoli. Déby rompeu relações com o governo do Sudão como resultado, expulsando seus diplomatas e ameaçando parar de abrigar milhares de refugiados sudaneses da região de Darfur. O governo do Sudão, controlado pelos muçulmanos, vinha sendo acusado pelas Nações Unidas de ter cometido assassinatos em massa de aproximadamente 100.000 civis não-árabes em Darfur no período de 2003-2006.